# Xiphotheopsis hathlioides
Xiphotheopsis hathlioides là một loài bọ cánh cứng trong họ Cerambycidae.